# کیتی گریفین (بازیگر)
کِـیتی گریفین (انگلیسی: Katie Griffin؛ زادهٔ ۱۴ ژانویهٔ ۱۹۷۳) موسیقی‌دان، خواننده، صداپیشه و بازیگر اهل کانادا است.
از کارهای او می‌توان به بازی در سریال عامل ناشناخته و فیلم‌های پلیس آهنی، بلوار، به خاطرش مردن و جادوگر خوب اشاره کرد.